# Frissiras Museum
Het Frissiras Museum (Grieks: Μουσείο Φρυσίρα, Mouseío Frysíra) is een museum voor hedendaagse kunst in de Atheense wijk Pláka in Griekenland. Het werd opgericht en wordt onderhouden door Vlassis Frissiras, een kunstverzamelaar en advocaat. De vaste collectie bestaat uit 3.000 schilderijen en sculpturen van Griekse en andere Europese kunstenaars. De schilderijen in het museum beelden vooral menselijke vormen af.